# قائمة الدروز في إسرائيل
هذه قائمة الدروز البارزين في إسرائيل.
القائمة مرتبة حسب مجال الشهرة. وأُدرجت الشخصيات التي لديها مساهمات كبيرة في مجالين في كلتا الفئتين ذات الصلة، لتسهيل البحث.

## السياسيون والمسؤولون الحكوميون

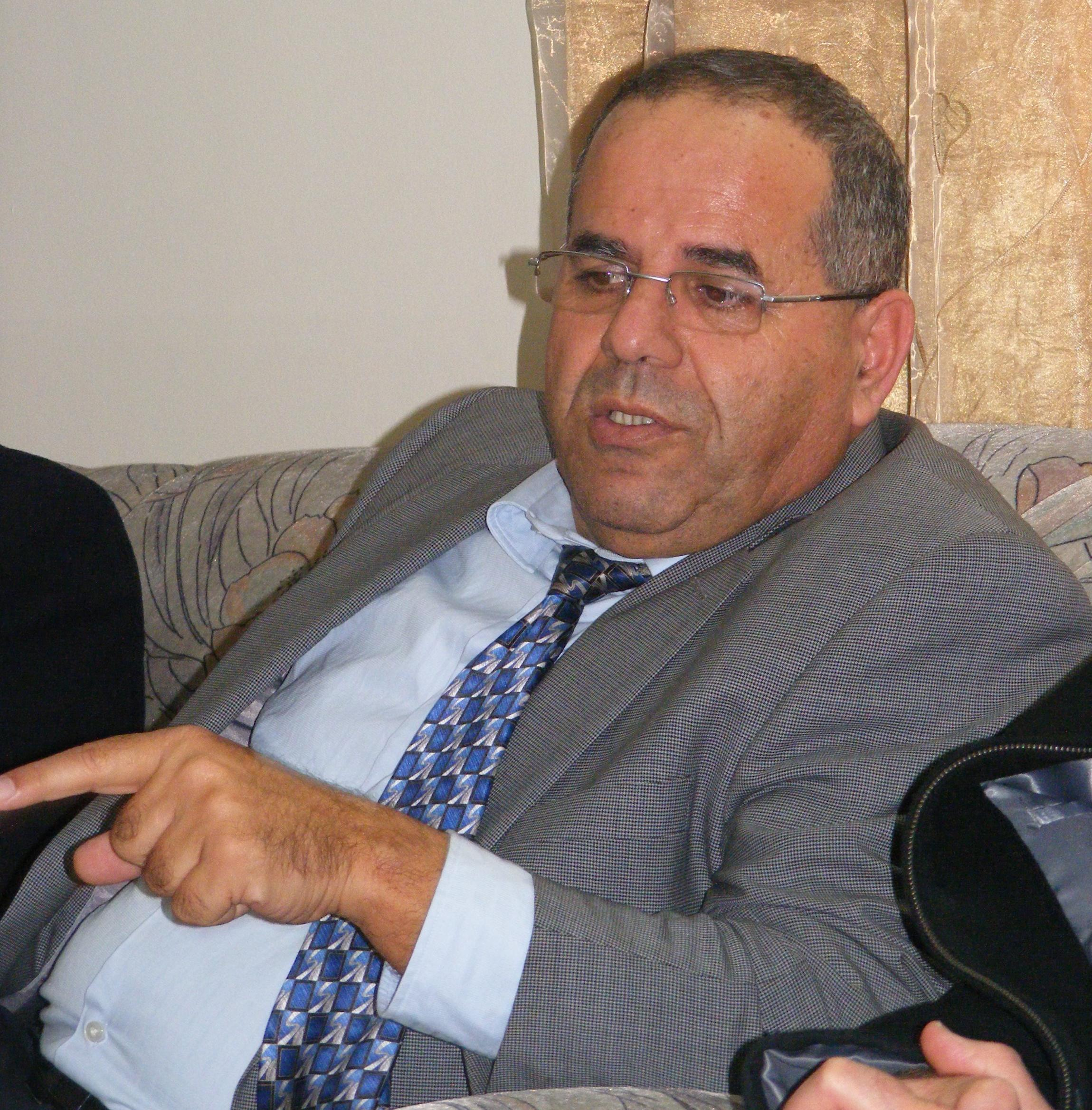
أيوب قرا، عضو الكنيست السابق عن حزب الليكود

- لبيب حسين أبو ركن – سياسي، وعضو الكنيست عن حزب التعاون والأخوة بين عامي 1959 و1961.[1]
- حمد عمار – سياسي وعضو الكنيست عن حزب إسرائيل بيتنا.[2]
- أسعد الأسعد – ضابط ودبلوماسي وسياسي سابق، وعضو الكنيست عن حزب الليكود بين عامي 1992 و1996.[3]
- زيدان عطشي – دبلوماسي وسياسي سابق، وعضو الكنيست عن الحركة الديمقراطية للتغيير بين عامي 1977 و1981، ومرة أخرى من عام 1984 حتى عام 1988.[4]
- أمل نصر الدين – مؤلفة وسياسيّة سابقة وعضوة الكنيست عن حزب الليكود بين عامي 1977 و1988.
- صلاح حسن خنيفس – سياسي، وعضو الكنيست عن حزب التقدم والعمل بين عامي 1951 و1959.
- أيوب قرا – عضو الكنيست السابق عن حزب الليكود ووزير الاتصالات، ونائب وزير تطوير النقب والجليل سابقًا.
- رضا منصور – شاعر ومؤرخ ودبلوماسي.
- غدير مريح – صحفية وسياسية، عضوة الكنيست عن حزب “أزرق أبيض” منذ أبريل 2019. وهي أول امرأة درزية تصل إلى الكنيست.[5]
- جبر معدي – سياسي، وعضو الكنيست عن سبعة أحزاب مختلفة بين عامي 1951 و1981.
- محمد نفاع – سياسي، وعضو الكنيست عن حزب الجبهة الديمقراطية للسلام والمساواة من عام 1990 حتى عام 1992.[6]
- سعيد نافع – عضو الكنيست عن حزب التجمع العربي.[7]
- شاشيف شنان – عضو الكنيست عن حزب العمل بين عامي 2008 و2009.
- صلاح طريف – عضو الكنيست بين عامي 1992 و2006. عُين وزيراً بلا حقيبة في حكومة آرئيل شارون في عام 2001، أصبح أول وزير غير يهودي في حكومة إسرائيل.[8]
- مجلي وهابي – عضو الكنيست عن حزب الليكود وكاديما وهتنوعا. تولى منصب الرئيس لفترة وجيزة بسبب إجازة الرئيس موشيه كتساف ورحلة الرئيسة بالوكالة داليا إيتسيك إلى الخارج في فبراير 2007، مما جعله أول غير يهودي يتولى منصب رئيس دولة إسرائيل.[9]

## العسكريون
- غسان عليان – أول قائد غير يهودي للواء جولاني.[10]
- عماد فارس – عميد سابق. وجنرال في قوات الدفاع الإسرائيلية. وقائد لواء جفعاتي (مشاة) من 2001 إلى 2003.
- مجدي حلبي - اختفى في 24 مايو/أيار 2005، عندما كان يبلغ من العمر 19 عامًا، أثناء محاولته التنقل من مسقط رأسه إلى معسكر فيلق الذخائر بالقرب من طيرة الكرمل.[11]
- ايهاب الخطيب – جندي قُتل على يد شاب فلسطيني في عملية طعن كفار تفوح 2010.
- يوسف مشلب – أول درزي إسرائيلي تتم ترقيته إلى رتبة عقيد في الجيش الإسرائيلي. خدم جزئياً كقائد لواء عتصيون الإقليمي، وقائد فرقة أدوم، ومنسق أعمال الحكومة في المناطق وقائد قيادة الجبهة الداخلية.[12]
- هايل سيتاوي وكميل شنان – من شرطة الحدود، قتلا في عملية الحرم القدسي 2017.[13]

## الرياضيون
- مهران لالا – لاعب كرة قدم يلعب لصالح نادي هابوعيل تل أبيب.[14]
- نزار محمود – متزلج فني .

## أخرون
- عزام عزام – أدين في مصر في أغسطس/آب 1997 بتهمة التجسس لصالح إسرائيل، وحكم عليه بالسجن لمدة ثماني سنوات.[15]
- أنجلينا فارس – متسابقة ملكة جمال. وصلت إلى نهائيات مسابقة ملكة جمال إسرائيل 2007.[16]
- توفيق منصور عالم رياضيات وأستاذ في جامعة حيفا يعمل في مجال التوافقيات.[17][18]
- أمين طريف – الزعيم الروحي للدروز في إسرائيل منذ عام 1928 وحتى وفاته عام 1993.[19]
- موفق طريف - حفيد أمين طريف والزعيم الروحي للدروز في إسرائيل منذ عام 1993.